# Tecelão-dourado-de-dorso-verde
o tecelão-dourado-de-dorso-verde (Ploceus xanthops), é uma espécie de ave da família Ploceidae. Pode ser encontrada do Gabão ao Uganda e Quênia, ao sul ao norte da Namíbia, ao norte de Botsuana e ao leste da África do Sul.
O nome comum comemora o naturalista tcheco Emil Holub.